# 觀音蓮花苑

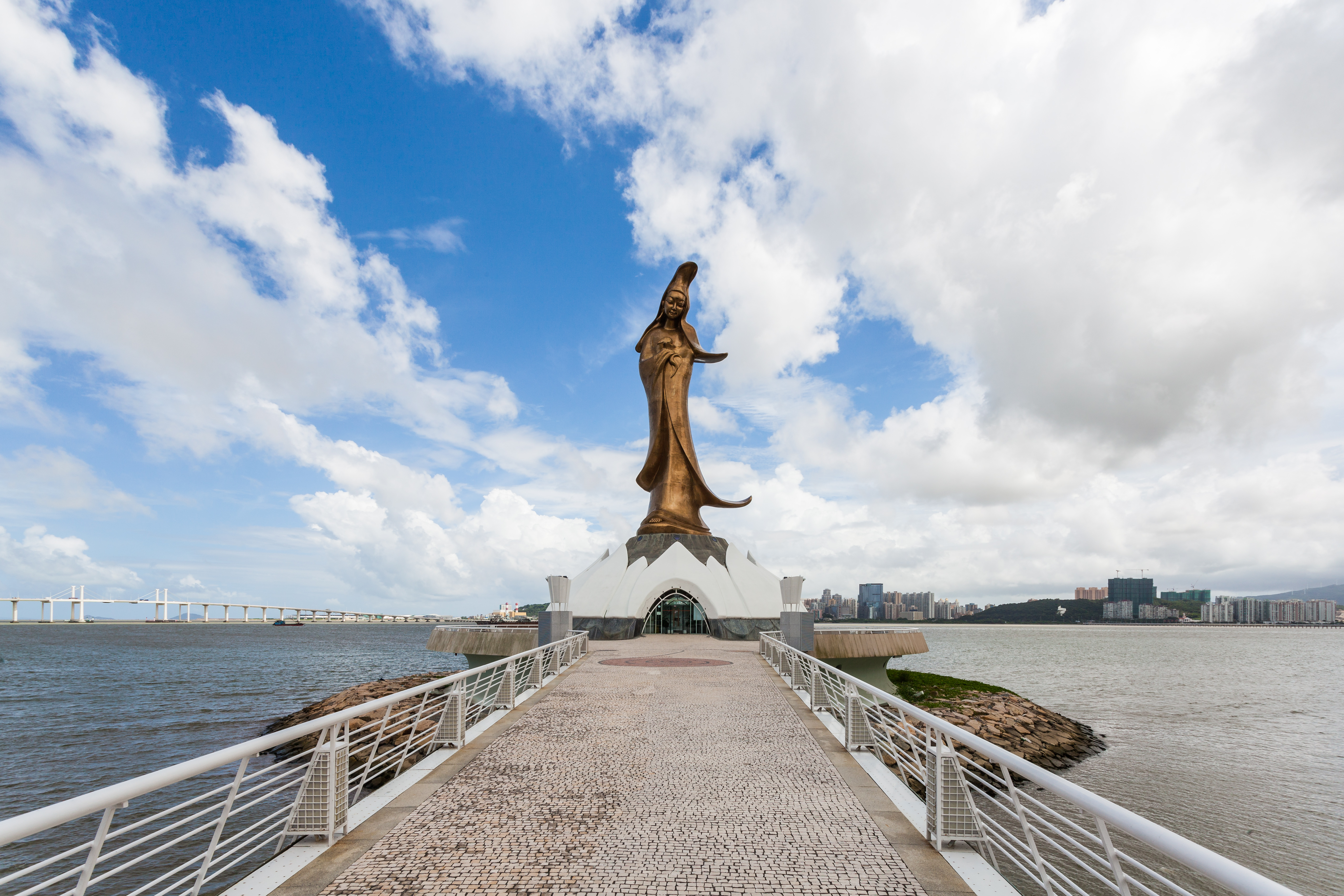
日間的觀音蓮花苑

觀音蓮花苑（葡萄牙語：Centro de Ecuménico Kun Iam），當地居民通稱為觀音像，是中葡友好紀念物系列的最後一件作品，位於澳門新口岸孫逸仙大馬路對開的人工島上。
觀音蓮花苑於1997年由澳葡政府策劃興建，1999年3月21日下午三點半由時任葡萄牙總統沈拜奧主持揭幕。觀音蓮花苑為葡萄牙設計師李潔蓮（Cristina Rocha Leiria）設計，後期由南京晨光集团鑄製，再將47件散件在現址安嵌。觀音像面容的方向是經由風水師精確測算決定，顯示觀音正翻越東望洋山並走向位於美副將大馬路的觀音堂。

## 形態

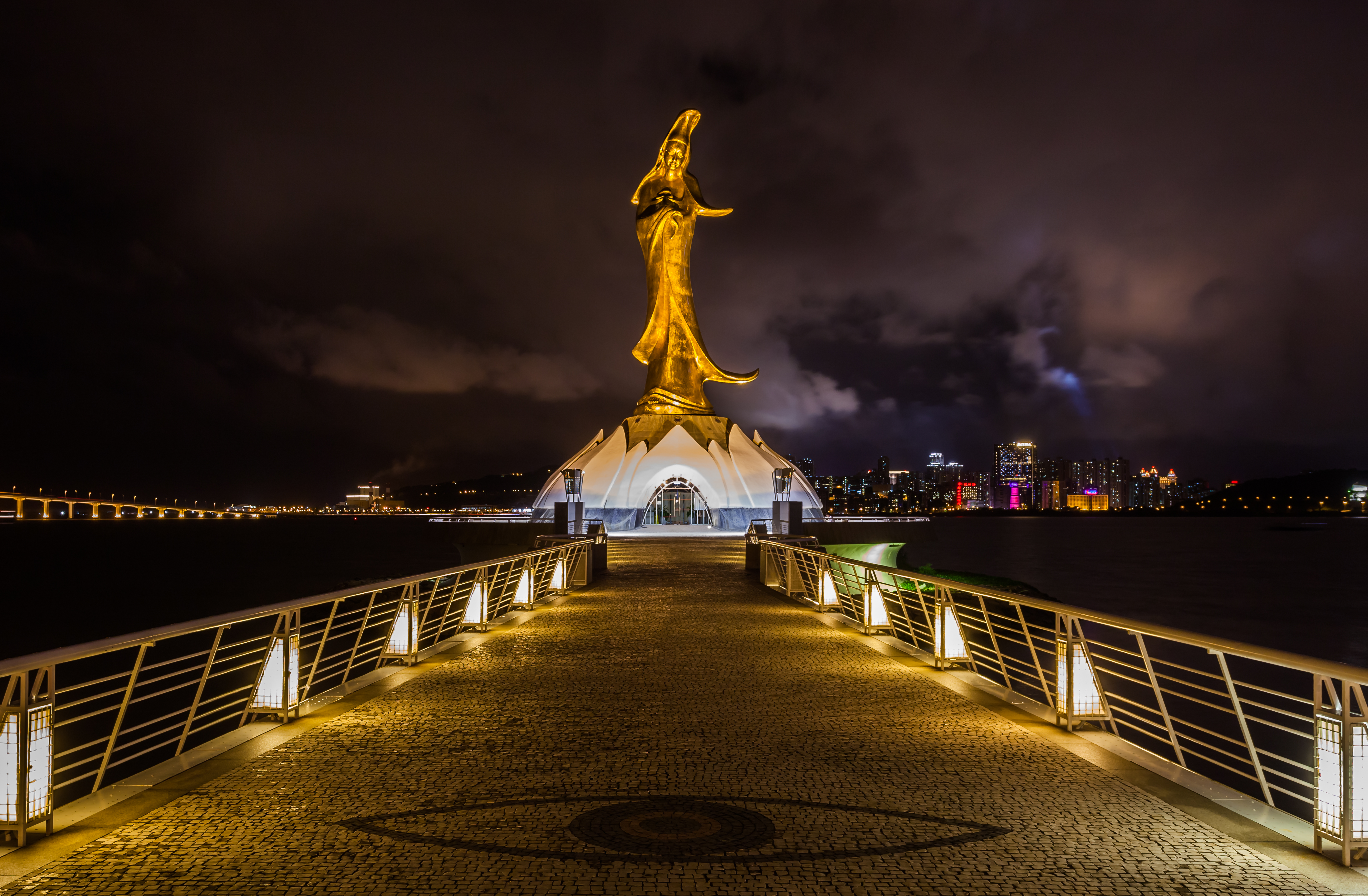
晚上的觀音蓮花苑

觀音像高20米，整個蓮花座高7米，直徑為19米，由重50噸青銅製成。觀音蓮花苑以60米長的小橋與前面陸地連接，其座下的蓮花花瓣共16枚。觀音像造型簡潔，雙手抱在胸間，衣裙輕拂，似緩步而行，顯現了優美線條與動感。觀音容貌安詳，遠看雙目閉合，近觀則眼睛正觀看世人。

## 設施

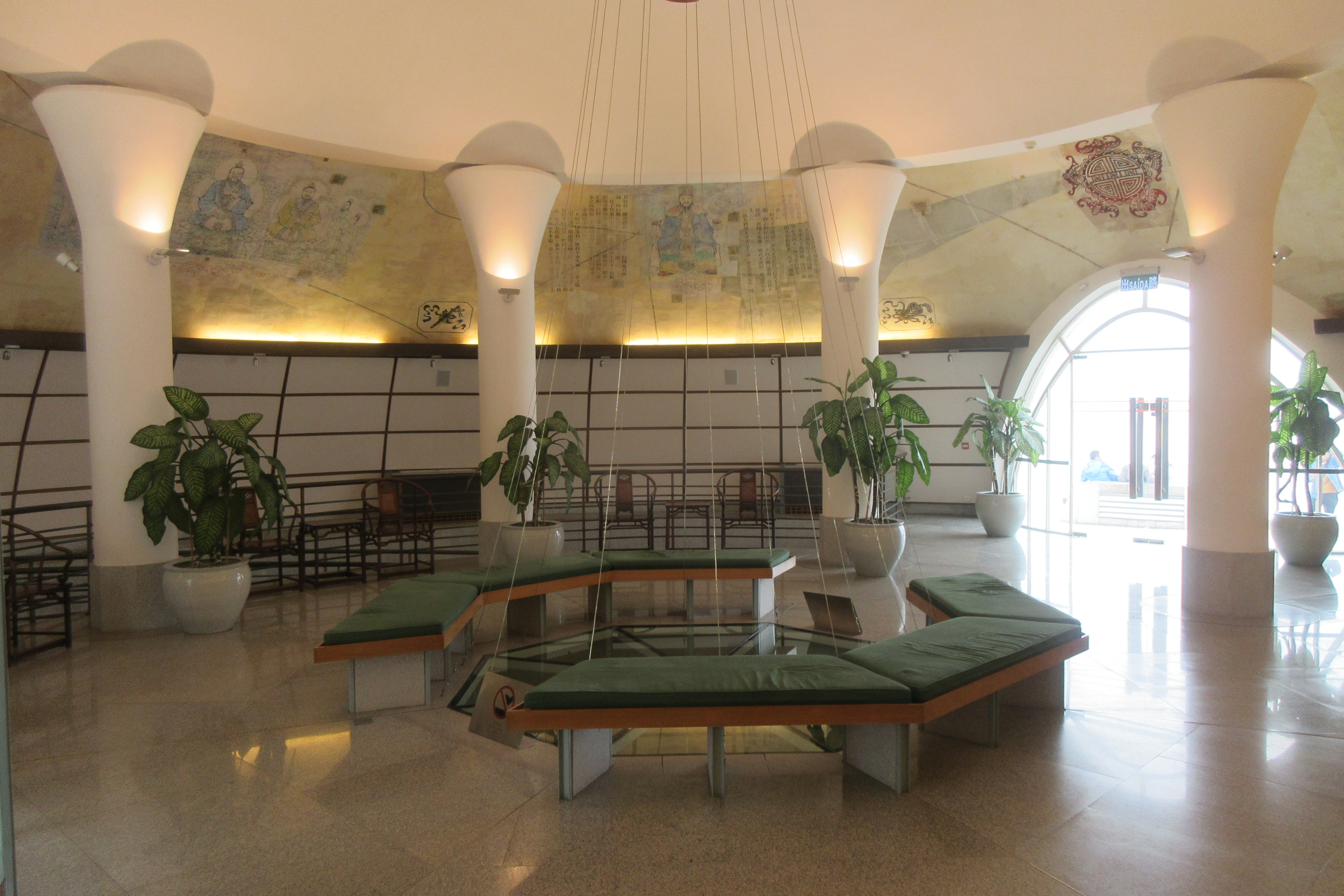
觀音蓮花苑內部

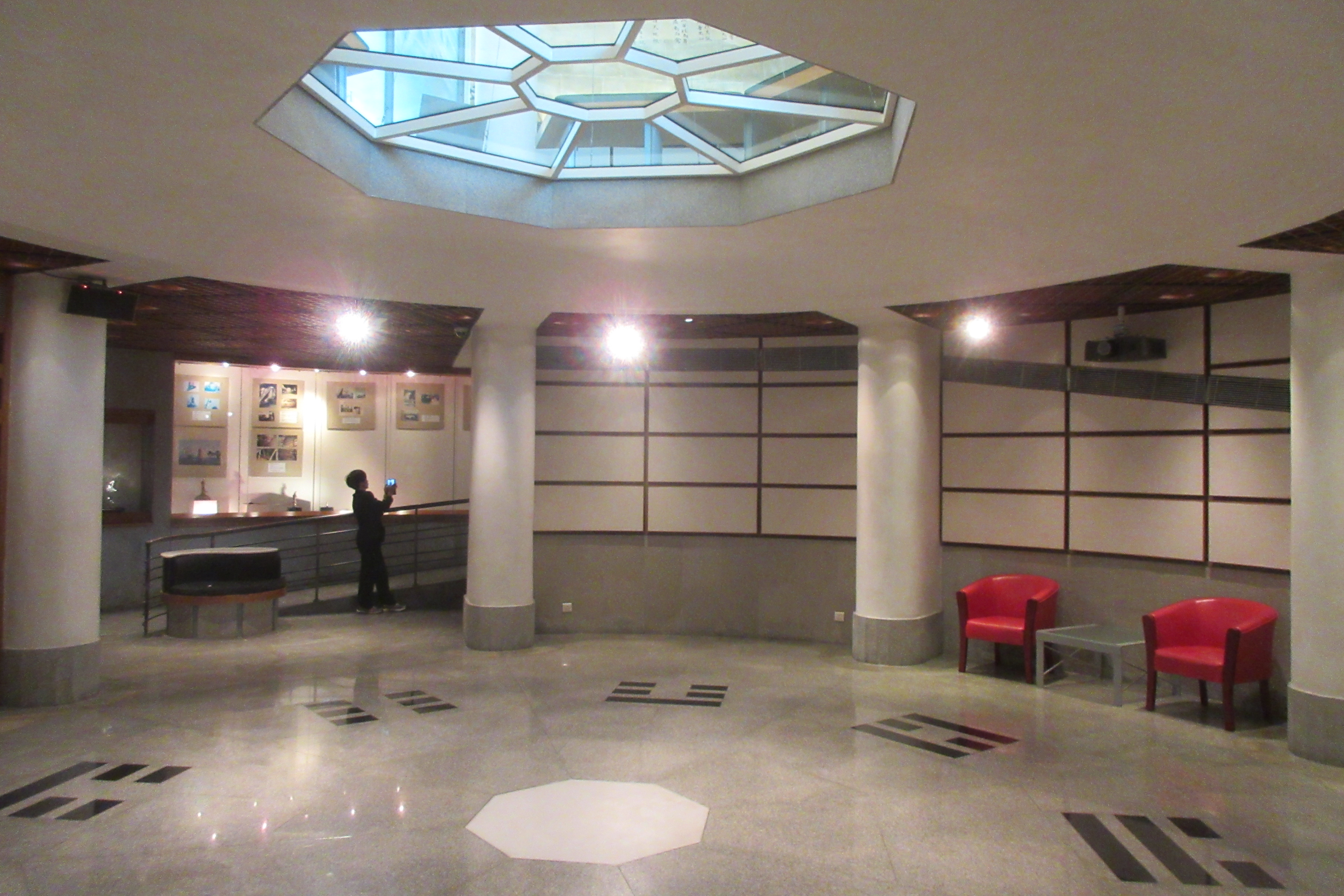
多功能展廳

觀音蓮花苑的蓮花座內有分兩層，第一層為觀賞室，並設有接待處和紀念品售賣部，售賣文化局、澳門博物館所出版的書籍、畫冊及紀念品等；下層為多功能展廳及小型圖書館；圖書館有多媒體資源中心，有兩台電腦提供免費上網服務。有各類宗教書籍600多冊，內有多種語言的書籍，以及其他與宗教文化有關的光碟、錄音帶和錄像帶等。多功能展廳最多可以容納50人，適合於舉辦小型活動。

## 館內開放時間
上午十時至下午六時(逢星期五休息，公眾假期除外)

## 爭議
由於觀音面向陸地，而非傳統的望海或自山上俯視，而且面貌奇特，被坊間認為似聖母瑪利亞，故有部分居民感到不悅，大部分遊客則感到有趣。

## 鄰近地點
- 澳門文化中心
- 宋玉生公園

## 公共交通
1A、3A、3AX、5X、8、10A、12、17、17S、23、39、50、MT5、N2